# Blingee
O Blingee é um site utilizado para criação de GIFs animados que permite aos usuários criar imagens em camadas usando fotografias e obras de arte originais combinadas com ornamentação gerada pelo usuário, conhecidos pelos usuários como "carimbos". Foi fundado em 2006.

## História
O Blingee foi direcionado inicialmente a jovens que desejam adicionar imagens personalizadas às suas páginas do MySpace. No entanto, o site era diferente de outros editores de GIF baseados na web, permitindo que os usuários fizessem seus próprios perfis e outras funcionalidades semelhantes a redes sociais. Os usuários também podem avaliar as composições de Blingee de outras pessoas (chamadas de "Blingees"), participar de competições temáticas e fazer upload de novas ilustrações para usar como carimbos.

### Anúncio de fechamento e reabertura
Em 14 de agosto de 2015, o Blingee anunciou que o site seria encerrado devido a problemas de infraestrutura e ao modelo de negócios. A administração ofereceu aos usuários uma maneira de baixar seus trabalhos, enquanto muitas publicações ofereciam elogios ao site.   Neste contexto um grande clamor de fãs se seguiu, levando o site a garantir o financiamento para continuar as operações em 19 de agosto de 2015. Assim, a infraestrutura do site foi transferida e simplificada. Uma postagem no fórum oficial do site também anunciou que vários recursos premium não seriam mais pagos. 

## Uso na arte e na cultura pop
Vários profissionais proeminentes da arte na Internet usam o Blingee como parte de sua prática ou como objeto de estudo.

A arte do álbum "XXXO" da rapper MIA foi uma tentativa de referência visual para o Blingee. O clipe da música apresenta várias fotos da rapper retratados em meio a gráficos florais brilhantes, como os comumente encontrados na rede social.